# Terčino údolí
Terčino údolí (také Terezino údolí, německy Theresiental) je romantický krajinný park a národní přírodní památka v údolí říčky Stropnice nalézající se asi jeden kilometr od Nových Hradů. Park včetně staveb a krajinářských prvků je současně chráněn jako kulturní památka České republiky.

## Vznik
Romantický krajinný park (tzv. anglický park) v údolí říčky Stropnice nechal vybudovat hrabě Jan Nepomuk Buquoy roku 1756 na popud své manželky, hraběnky Terezie Buquoyové, po níž je park dnes také pojmenován. V době založení byl nazýván Valloncherie. Park vznikl v místech bažantnice, založené roku 1667. Práce na budování parku řídil zahradník Ignác Fnoika. Původní rozloha parku byla 68,8 ha.

## Charakter parku
Podoba parku vychází z tehdy módních romantických myšlenek Jeana-Jacquesa Rousseaua o pobytu ve volné a nespoutané přírodě. Na základě týchž myšlenek vznikly v té době v Čechách také další podobné krajinné parky, například v Krásném Dvoře, Veltrusech, Vlašimi či moravské Lednici.
Podobně jako ve zmíněných parcích byl i v Tereziině údolí doplněn park mnoha romantickými stavbami. V letech 1788–1797 byla vybudována empírová budova „lázní“ nazvaná Venzelbau (podle stavebníka Václava Buquoye později Neugebau, česky Lázničky), v roce 1803 byl postaven Modrý dům, ve kterém hraběnka až do roku 1817 trávila letní měsíce. Park byl také stále obohacován řadou drobných architektonických a sochařských objektů, jakýchsi „pomníčků“, obsahujících poetické texty a zpravidla opěvující přátelství.
Roku 1817 byl zřízen umělý vodopád vysoký zhruba 20 m, roku 1852 byla postavena tzv. Švýcarská chata a roku 1860 byly přestavěny hamerský dům a dům kolářův ve stylu anglické neogotiky.
O další úpravy a renovaci parku se ve čtyřicátých letech 19. století zasadil Jiří Jan Jindřich Buquoy.
Vedle stromů přirozeně v údolí rostoucích byl park osázen také exotickými dřevinami. Například u Modrého domu jsou dodnes dochovány přes 15 m vysoké cypřiše. Mezi další dřeviny patří vejmutovky a douglasky. Z místních dřevin je třeba zmínit řadu velmi starých stromů, především dubů. Mnohé z nich zde rostly už před vznikem parku, nejstarší exemplář (konkrétně jde o dub letní) s obvodem kmene 730 cm zde roste už zhruba 500 let.

## Současná podoba parku
Ještě na počátku 20. století byl park poměrně dobře zachován a udržován, jak dokládá popis A. Cechnera. Roku 1936 byl park výrazně poškozen povodní, při níž byl mj. prakticky zničen Modrý dům, z něhož zbyly pouze trosky dvou obvodových stěn.
Od roku 1949 je park chráněn jako národní přírodní památka, kromě toho podléhá park i objekty v něm dochované také památkové ochraně. Přesto byl park i zmíněné stavební objekty v době socialismu udržován nedostatečně a mnohdy i problematickým způsobem. Mnohé stavby byly obnoveny až v posledních letech, drobný architektonický mobiliář z části zcela zanikl.
V parku je zřízen v roce 2007 rekonstruovaný okruh naučné stezky o délce 5 km. Současná rozloha parku je 138,3 ha.
Na okraji Tereziina údolí je vybudována vodní nádrž Humenice, která zabraňuje devastujícím povodním v parku. V její blízkosti se nachází dobře zachovalá pozdněgotická tvrz Cuknštejn.

## Galerie

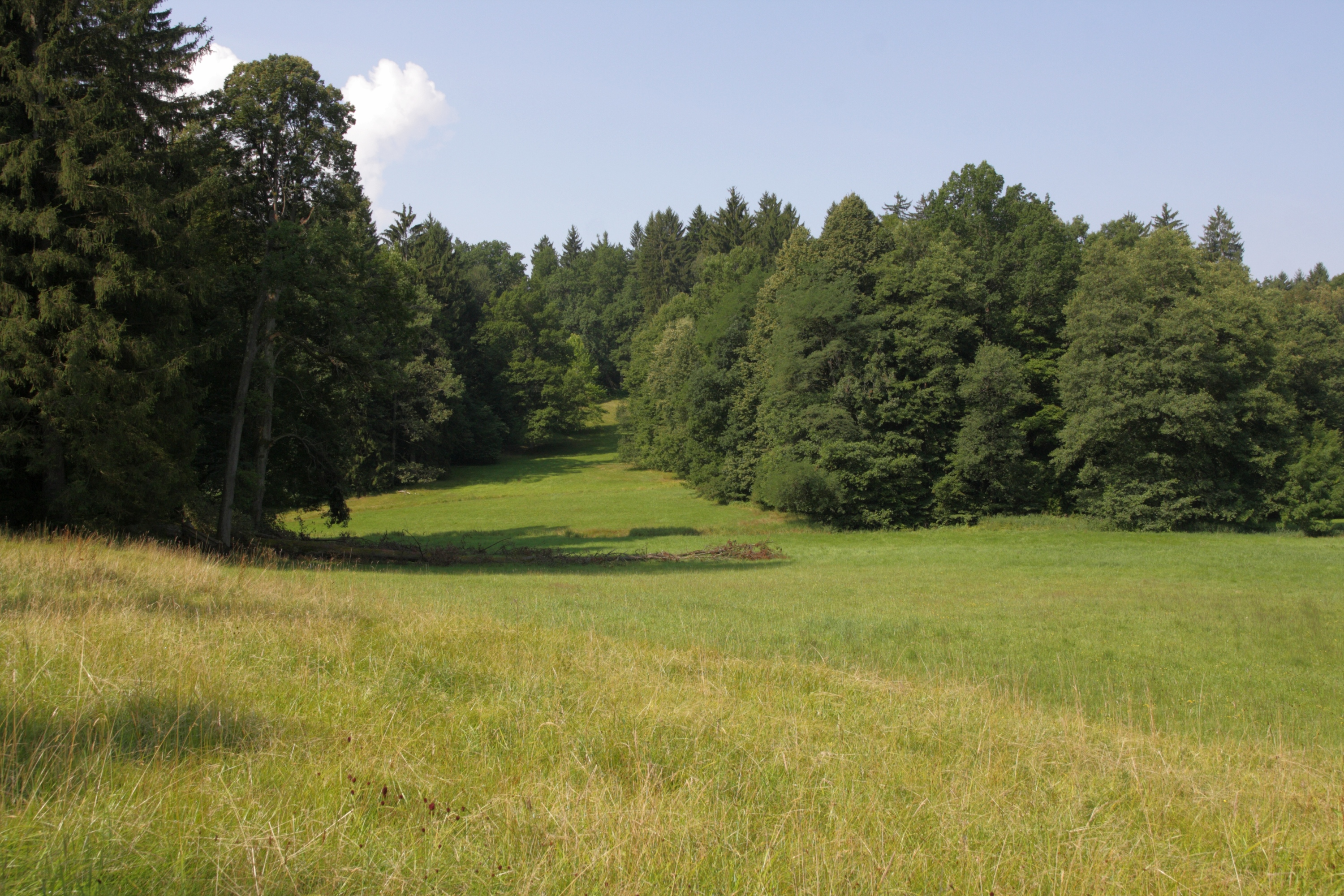
Louka v parku
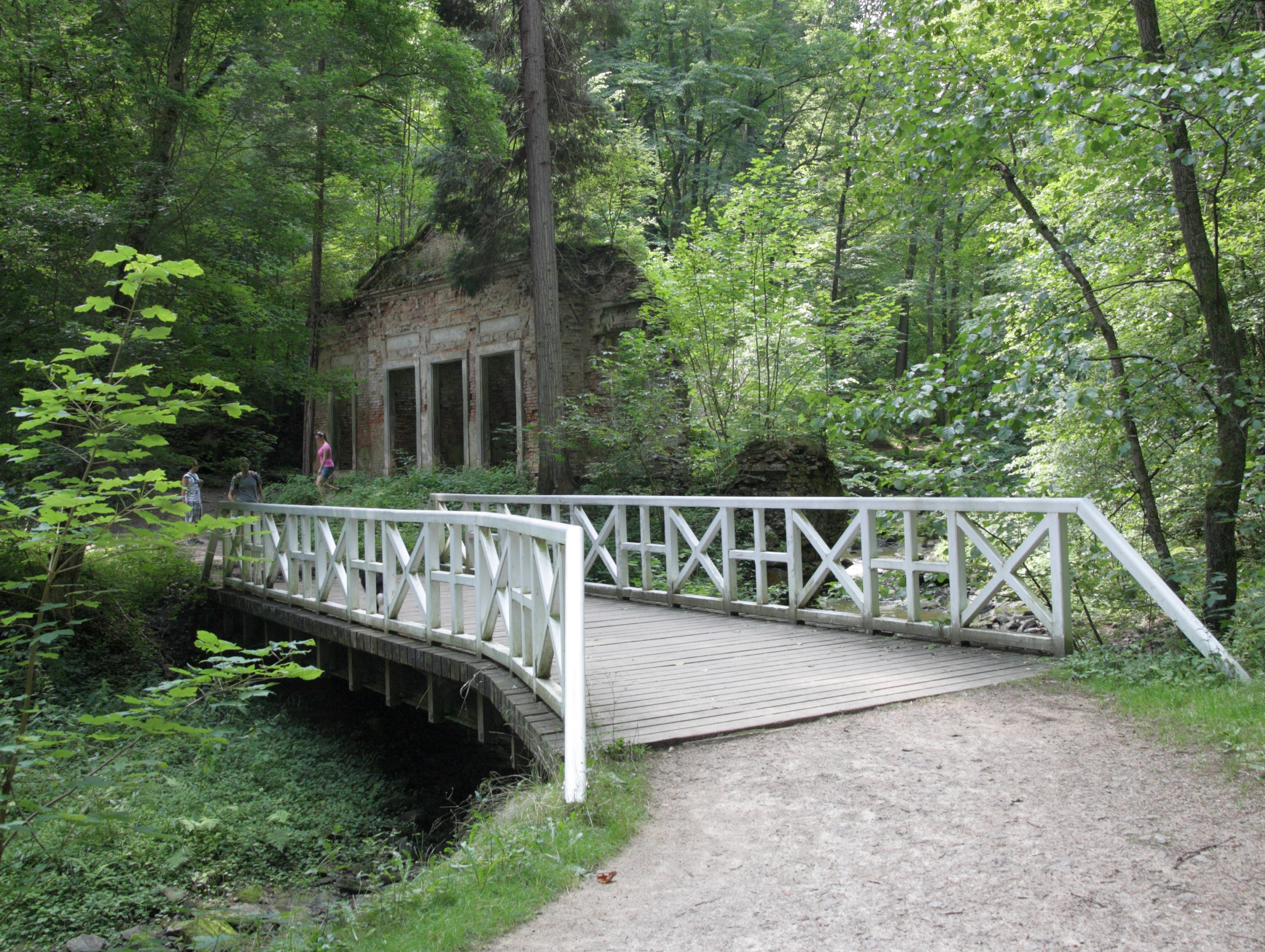
Most přes Stropnici u Modrého domu
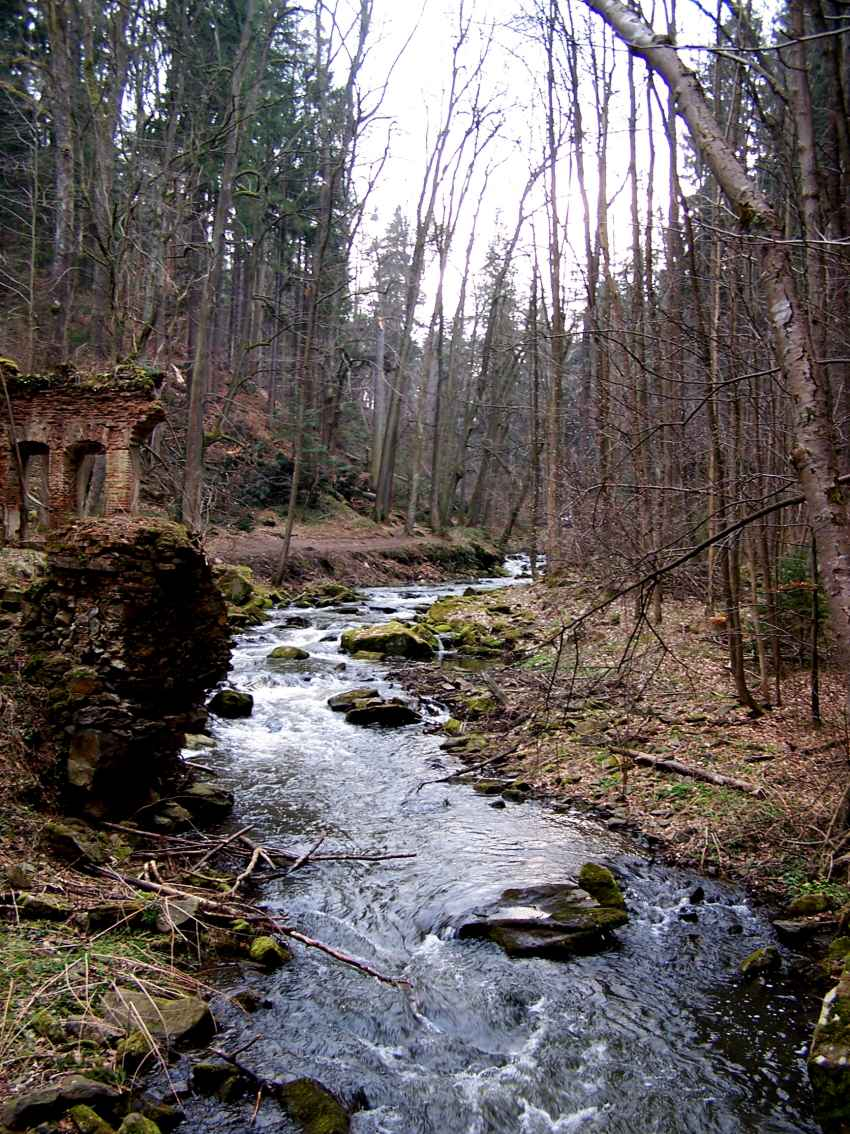
Stropnice u Modrého domu
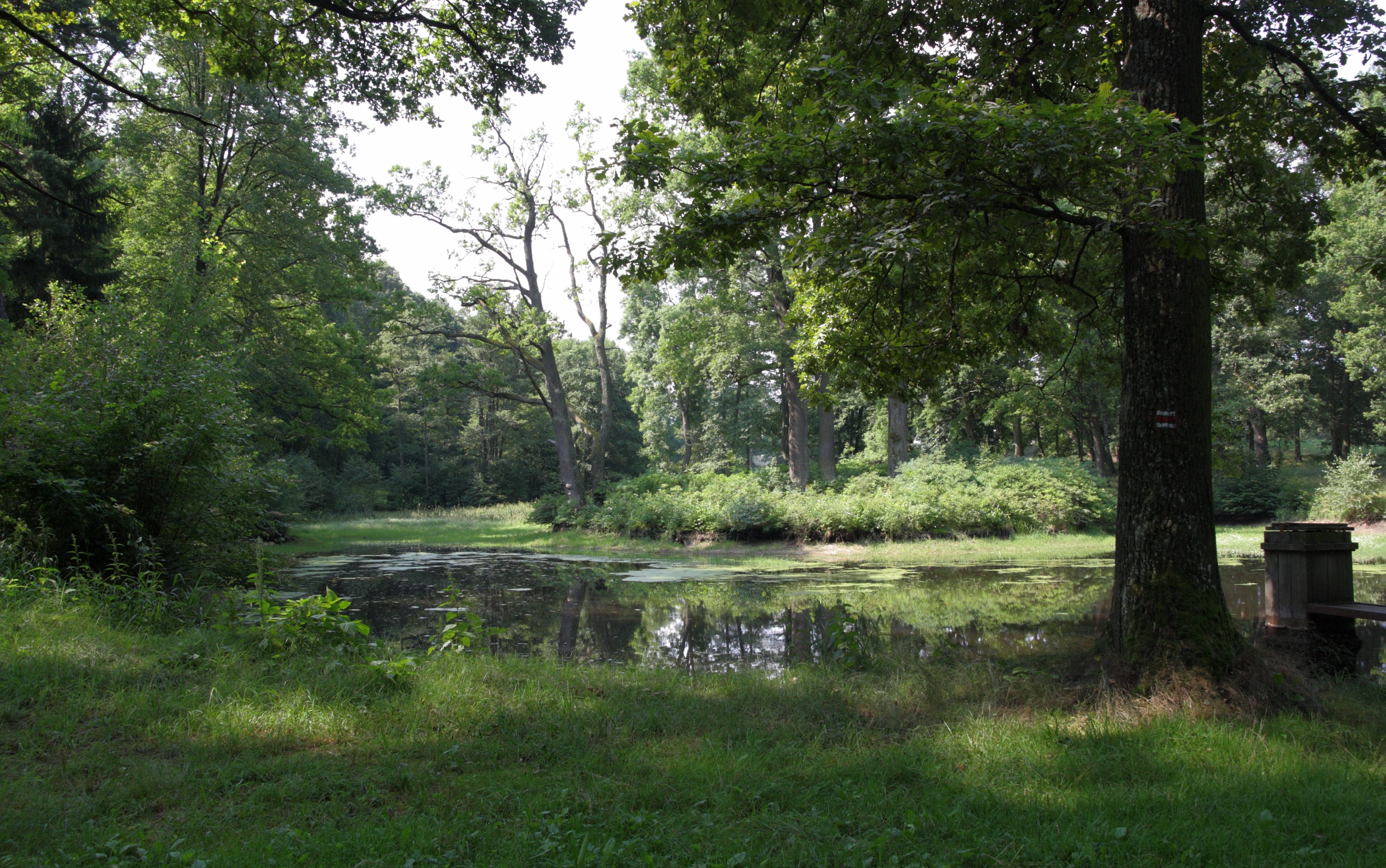
Dámský rybník u Cuknštejna
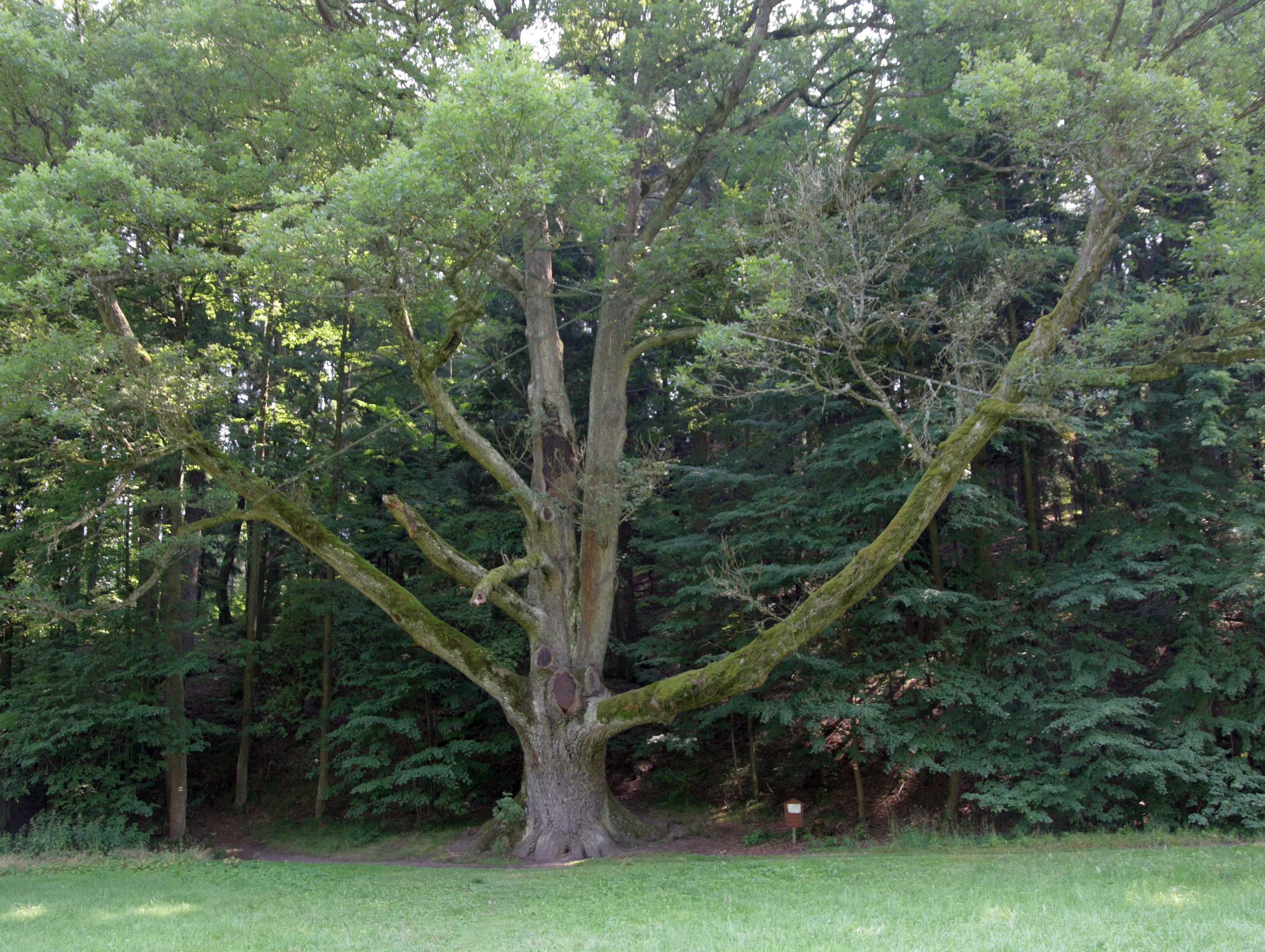
Strom svatebčanů
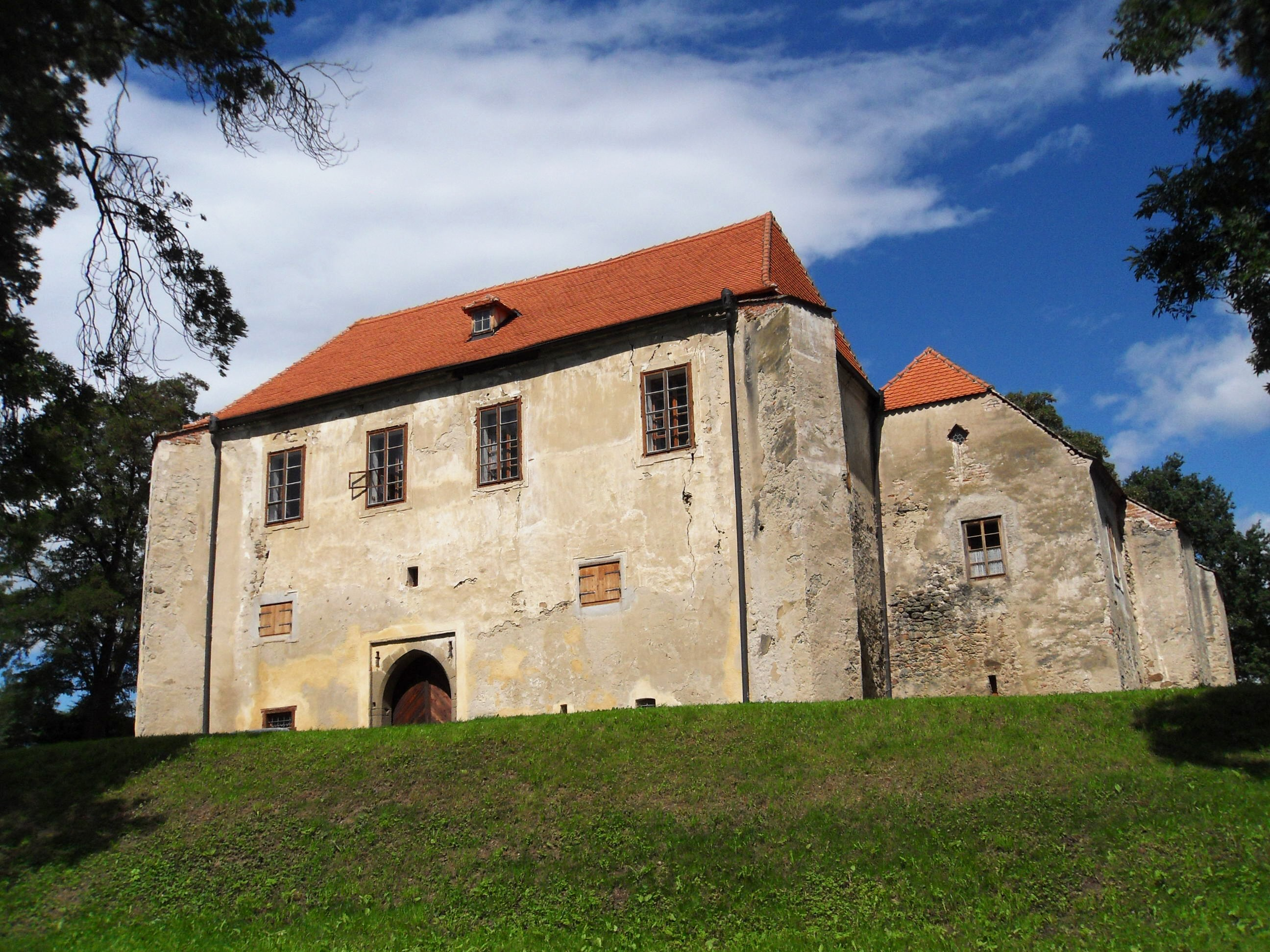
Tvrz Cuknštejn
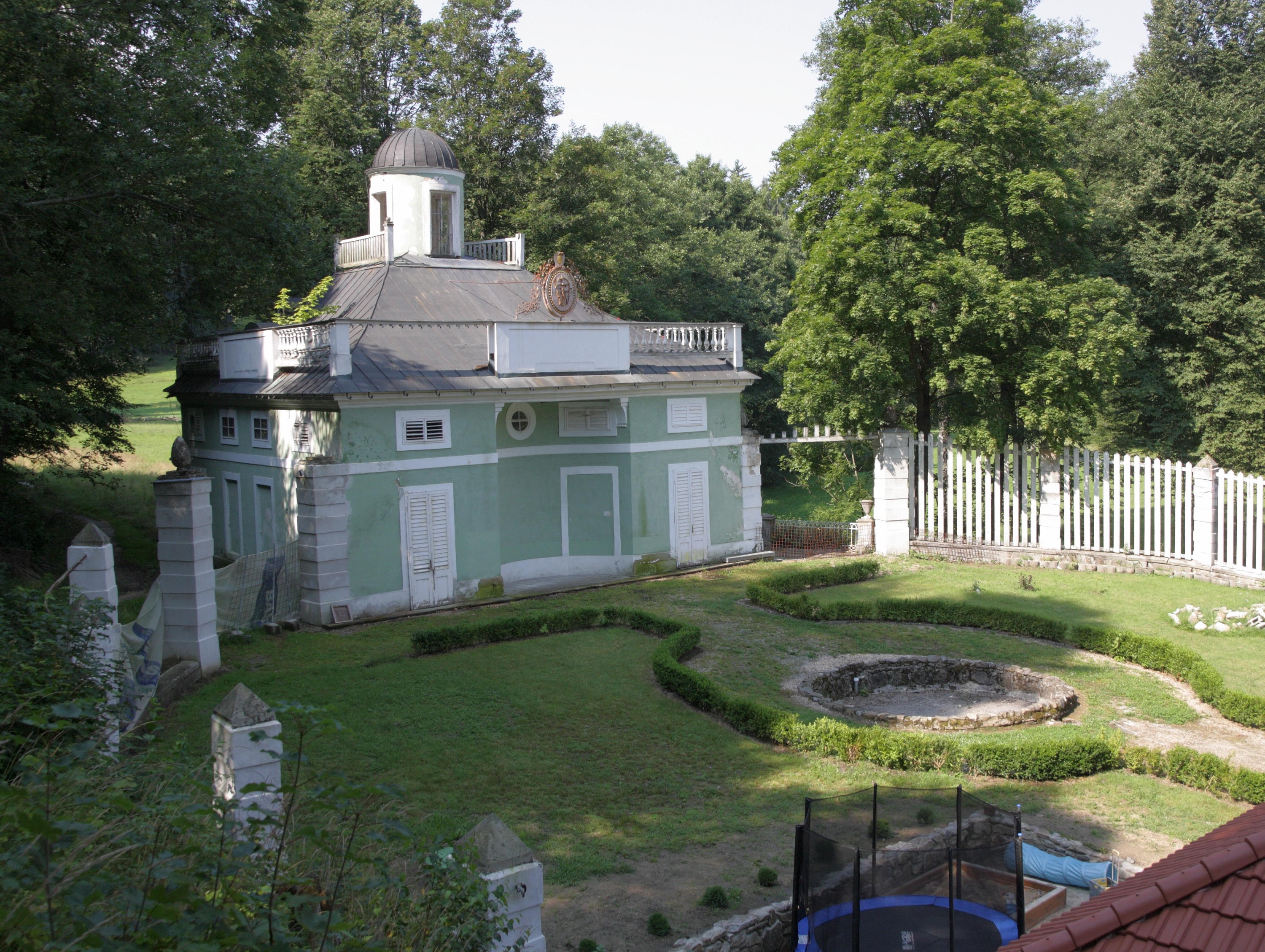
Pavilon Lázniček
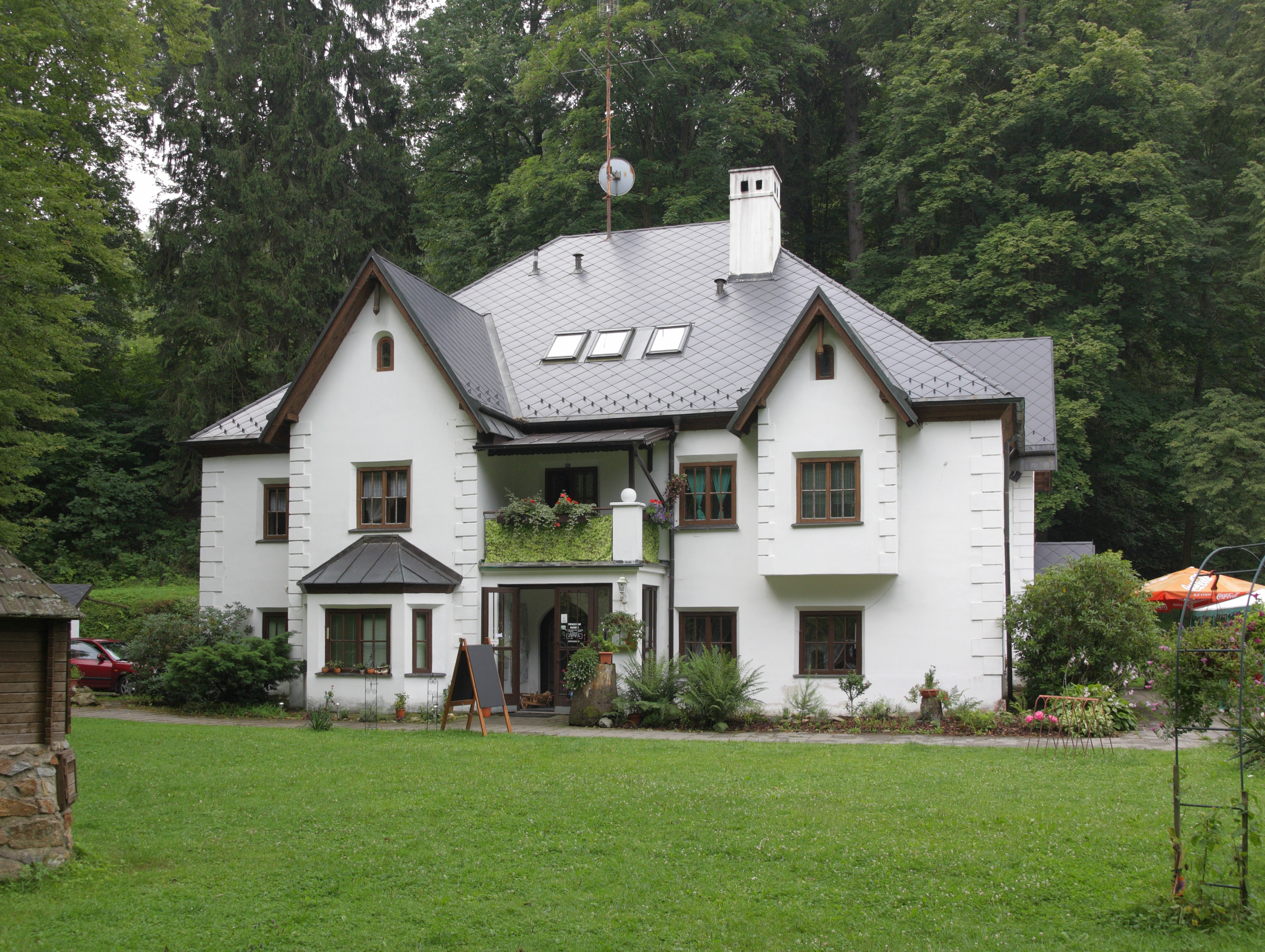
Bývalý hamr
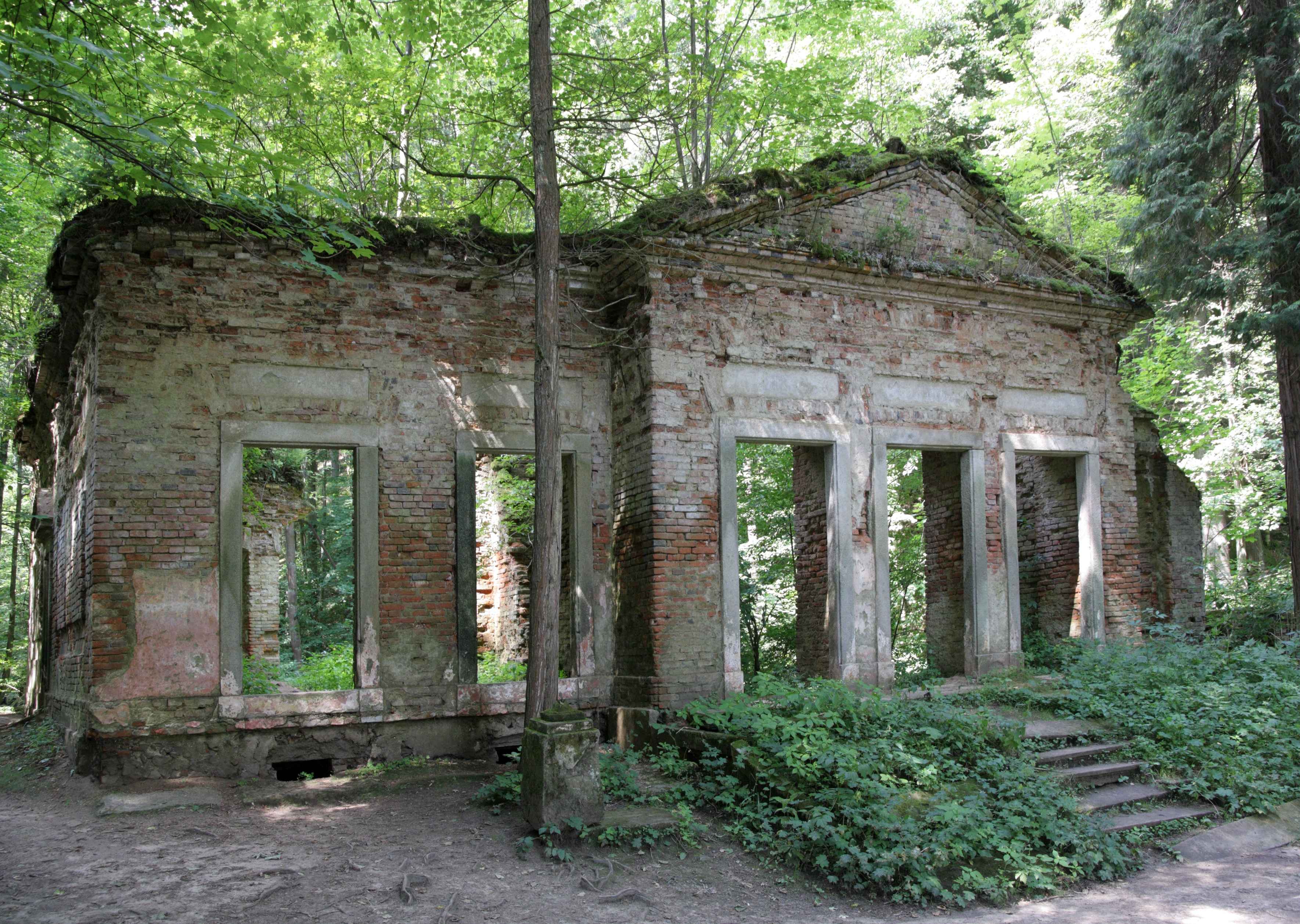
Ruina Modrého domu